# Renaissance (album)
Renaissance (rom. renașterea) este al șaptelea album de studio al cântăreței americane Beyoncé. Albumul a fost lansat pe 29 iulie 2022 prin casele de discuri Parkwood Entertainment și Columbia Records. Este primul ei album de studio de la Lemonade din 2016. Beyoncé a creat și înregistrat Renaissance în timpul pandemiei de COVID-19 cu scopul de a inspira atât bucurie, cât și încredere ascultătorilor izolați în această perioadă. Albumul este aranjat ca un DJ set și amestecă stiluri de muzică dance neagră, cum ar fi disco și house.Acesta aduce un omagiu pionierilor genului, ale căror lucrări au fost prelevate sau interpolate în melodii. Albumul a primit laude din partea criticilor muzicali pentru sunetul impresionant și coeziv, energia pozitivă și performanța vocală a lui Beyoncé.
Primul single, „Break My Soul”, a fost lansat pe 20 iunie 2022 și a ajuns pe primul loc în mai multe topuri din întreaga lume, inclusiv în clasamentul Billboard Hot 100. Renaissance a debutat în topul Billboard 200, devenind al șaptelea album consecutiv al lui Beyoncé care a făcut acest lucru. De asemenea, a ajuns pe primul loc în multe teritorii din întreaga lume, cum ar fi Regatul Unit, Australia, Elveția, Franța, Canada, Suedia, Danemarca, Țările de Jos și multe altele.

## Scrierea și crearea albumului
„Acest proiect în trei acte a fost înregistrat pe parcursul a trei ani în timpul pandemiei. O perioadă de imobilitate, dar și o perioadă în care am găsit creativitate maximă. Crearea acestui album mi-a permis să visez și să găsesc o evadare într-o perioadă înfricoșătoare pentru lume. Mi-a permis să mă simt liber și aventuros într-un moment în care puțin altceva se mișca. Intenția mea a fost să creez un loc sigur, un loc fără judecată. Un loc pentru a fi liber de perfecționism și de gânduri excesive. Un loc în care să țipi, să te eliberezi, să simți libertatea. A fost o călătorie frumoasă de explorare. Vreau să-i mulțumesc în special lui Rumi, Sir și Blue pentru că mi-au oferit spațiul, creativitatea și inspirația. Și mulțumiri speciale frumosului meu soț și muză, care m-a ținut nemișcat în timpul nopților în studio. Un mare mulțumesc unchiului meu Johnny. El a fost nașa mea și prima persoană care m-a introdus în multe dintre muzica și cultura care au inspirat acest album. Mulțumiri tuturor pionierilor care au dat naștere culturii, tuturor îngerilor căzuți ale căror contribuții nu au fost recunoscute de prea mult timp. Aceasta este o sărbătoare pentru tine. Mulțumesc echipajului meu Parkwood, farfuriei mele, Dream și tuturor producătorilor talentați implicați. Mama te iubesc. Tatălui meu, primul meu profesor: Mă inspiri în fiecare mișcare. Te iubesc. Tuturor fanilor mei: sper că veți găsi bucurie în această muzică. Sper că te inspiră să eliberezi tulburările. Și să te simți la fel de unic, puternic și sexy ca tine.”—Beyoncé explicând albumul

## Lista pieselor
1. „I'm That Girl” – 3:28
2. „Cozy” – 3:30
3. „Alien Superstar” – 3:35
4. „Cuff It” – 3:45
5. „Energy” (cu Beam) – 1:56
6. „Break My Soul” – 4:38
7. „Church Girl” – 3:44
8. „Plastic Off the Sofa” – 4:14
9. „Virgo's Groove” – 6:08
10. „Move” (cu Grace Jones și Tems) – 3:23
11. „Heated” – 4:20
12. „Thique” – 4:04
13. „All Up in Your Mind” – 2:49
14. „America Has a Problem” – 3:18
15. „Pure/Honey” – 4:48
16. „Summer Renaissance” – 4:34